# 小山貞夫

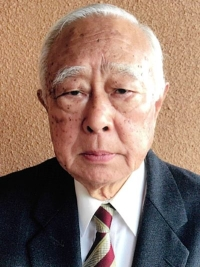
文化功労者選出時に公表された肖像写真

小山 貞夫（こやま さだお、1936年5月20日 - ）は、日本の法制史学者（西洋法制史）。東北大学名誉教授。文化功労者。出身は神奈川県横浜市。

## 略歴
略歴は以下のとおり。
- 1955年03月 - 栄光学園高等学校卒業
- 1959年03月 - 東北大学法学部卒業
- 1959年04月 - 東北大学法学部助手
- 1963年05月 - 東北大学法学部講師
- 1964年04月 - 東北大学教養部講師
- 1969年03月 - 法学博士（東北大学）（学位論文「中世イギリスの地方行政」）
- 1972年04月 - 東北大学法学部助教授
- 1975年04月 - 東北大学法学部教授
- 1992年04月 - 東北大学大学院法学研究科長・法学部長（1994年3月まで）
- 1998年04月 - 東北大学副総長（2000年3月まで）
- 2000年03月 - 東北大学定年退官
- 2000年04月 - 関東学園大学法学部教授、東北大学名誉教授
- 2002年04月 - 関東学園大学大学院法学研究科長・法学部長（2003年3月まで）
- 2010年12月 - 日本学士院会員[2]
- 2022年10月 - 文化功労者[3]

## 恩師
指導教官は世良晃志郎。

## 著書

### 単著
- 『中世イギリスの地方行政』（創文社、1968年）
- 『イングランド法の形成と近代的変容』（創文社、1983年）
- 『絶対王政期イングランド法制史抄説』（創文社、1992年）
- 『増補版 中世イギリスの地方行政』（創文社、1994年）
- 『英米法律語辞典　Koyama's Dictionary of Anglo-American Legal Terminology』（研究社、2011年）

### 共編著
- （服部弘司）『法と権力の史的考察―世良教授還暦記念〔上巻〕』（創文社、1977年）

### 訳書
- フレデリック・メイトランド『イギリスの初期議会』（創文社、1969年）
- ジョン・ハミルトン・ベイカー『イングランド法制史概説』（創文社、1975年）
- フレデリック・メイトランド 他『イングランド法とルネサンス』（創文社、1977年）
- フレデリック・メイトランド『イングランド憲法史』（創文社、1981年）
- スタンリー・バートラム・クライムズ『中世イングランド行政史概説』（創文社、1985年）
- ラウル・ジャール・ヴァン・カネヘム『裁判官・立法者・大学教授』（ミネルヴァ書房、1990年）

## 記念論文集
- 『西洋法制史学の現在 小山貞夫先生古稀記念論集』（創文社, 2006年）